# Rue Bouquières
La rue Bouquières (en occitan : carrièra Boquièras) est une voie de Toulouse, chef-lieu de la région Occitanie, dans le Midi de la France.

## Situation et accès

### Description
La rue Bouquières est une voie publique. Elle se situe au cœur du quartier Saint-Étienne, dans le secteur 1 - Centre.
Longue de 151 mètres, pratiquement rectiligne et d’orientation nord-ouest/sud-est, elle naît de la place Mage, au carrefour de la rue du Canard qui a sa fin sur cette même place. Relativement étroite, elle n'est large que de 4 mètres, mais s'élargit à 7 mètres dans les parties qui ont été remaniées à la fin du XIXe siècle. Elle se termine au croisement de la rue du Languedoc, face à la place Rouaix.
La chaussée compte une seule voie de circulation automobile à sens unique, de la place Mage vers la rue du Languedoc. Elle est définie comme une zone de rencontre et la vitesse y est limitée à 20 km/h. Il n'existe pas de piste, ni de bande cyclable, quoiqu'elle soit à double-sens cyclable.

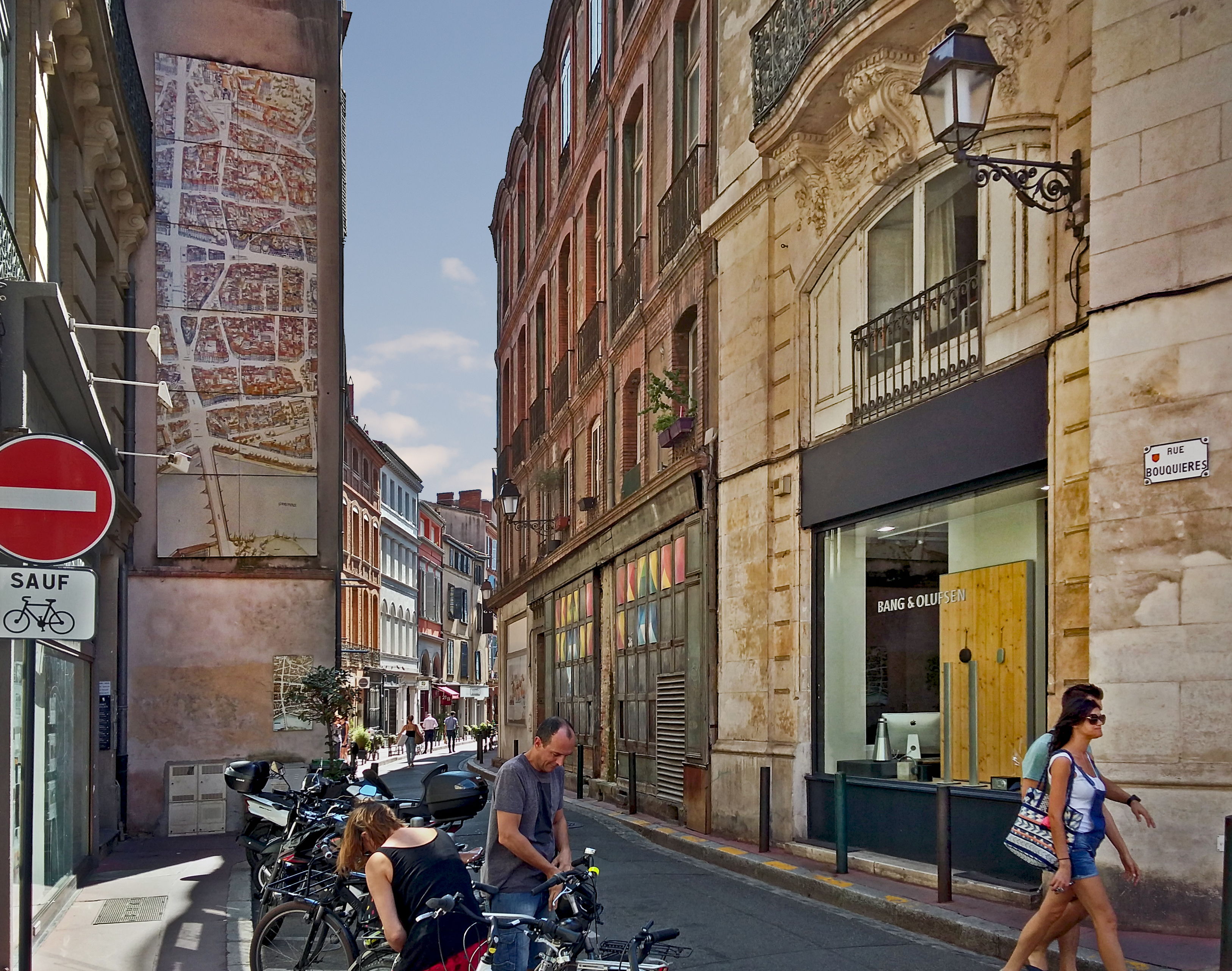
La rue Bouquières vue de son origine.
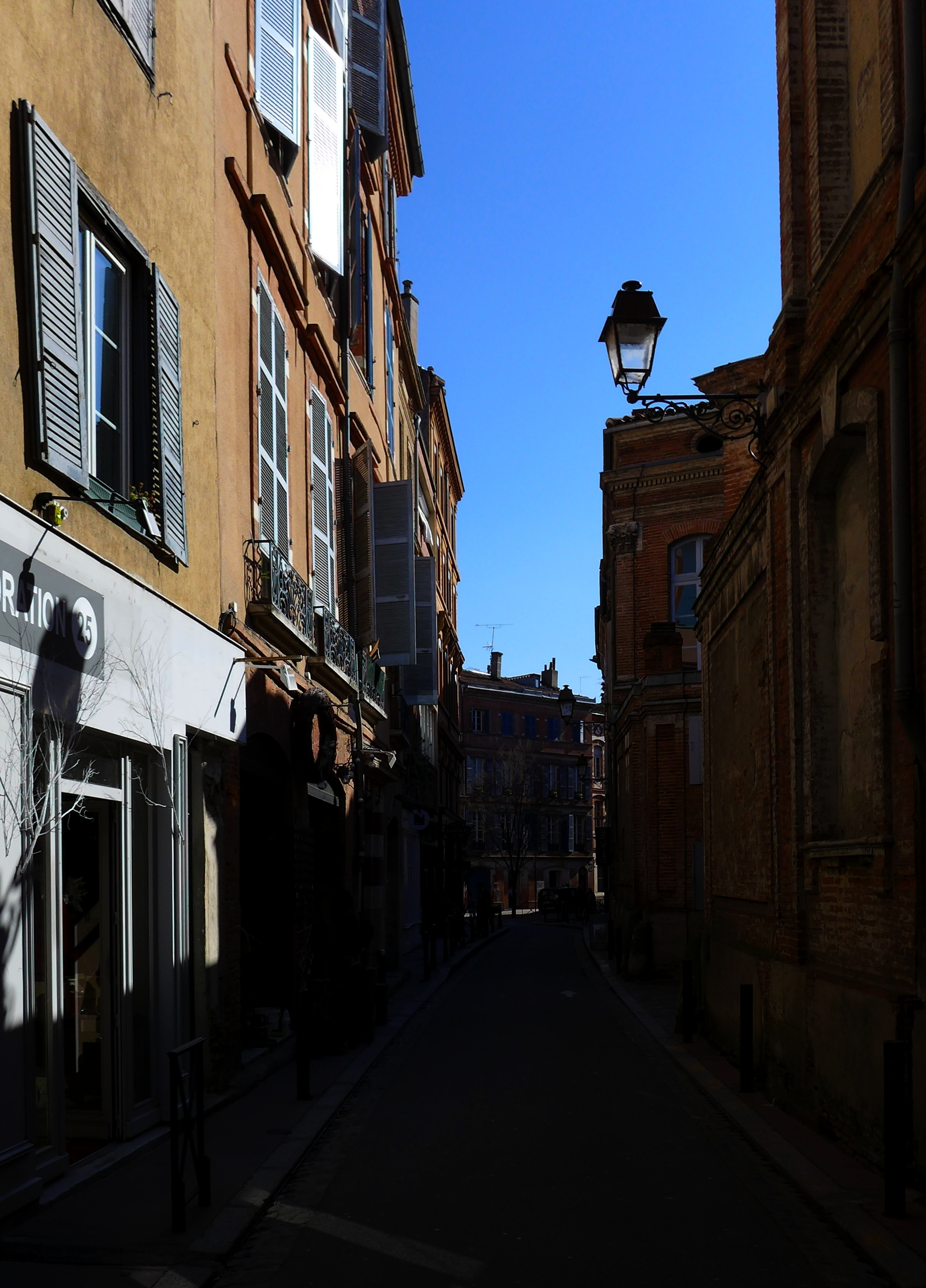
La rue Bouquières à la hauteur de l'hôtel de Puivert.

### Voies rencontrées
La rue Bouquières rencontre les voies suivantes, dans l'ordre des numéros croissants (« g » indique que la rue se situe à gauche, « d » à droite) :
1. Rue du Canard (g)
2. Place Mage (d)
3. Rue du Languedoc

## Odonymie

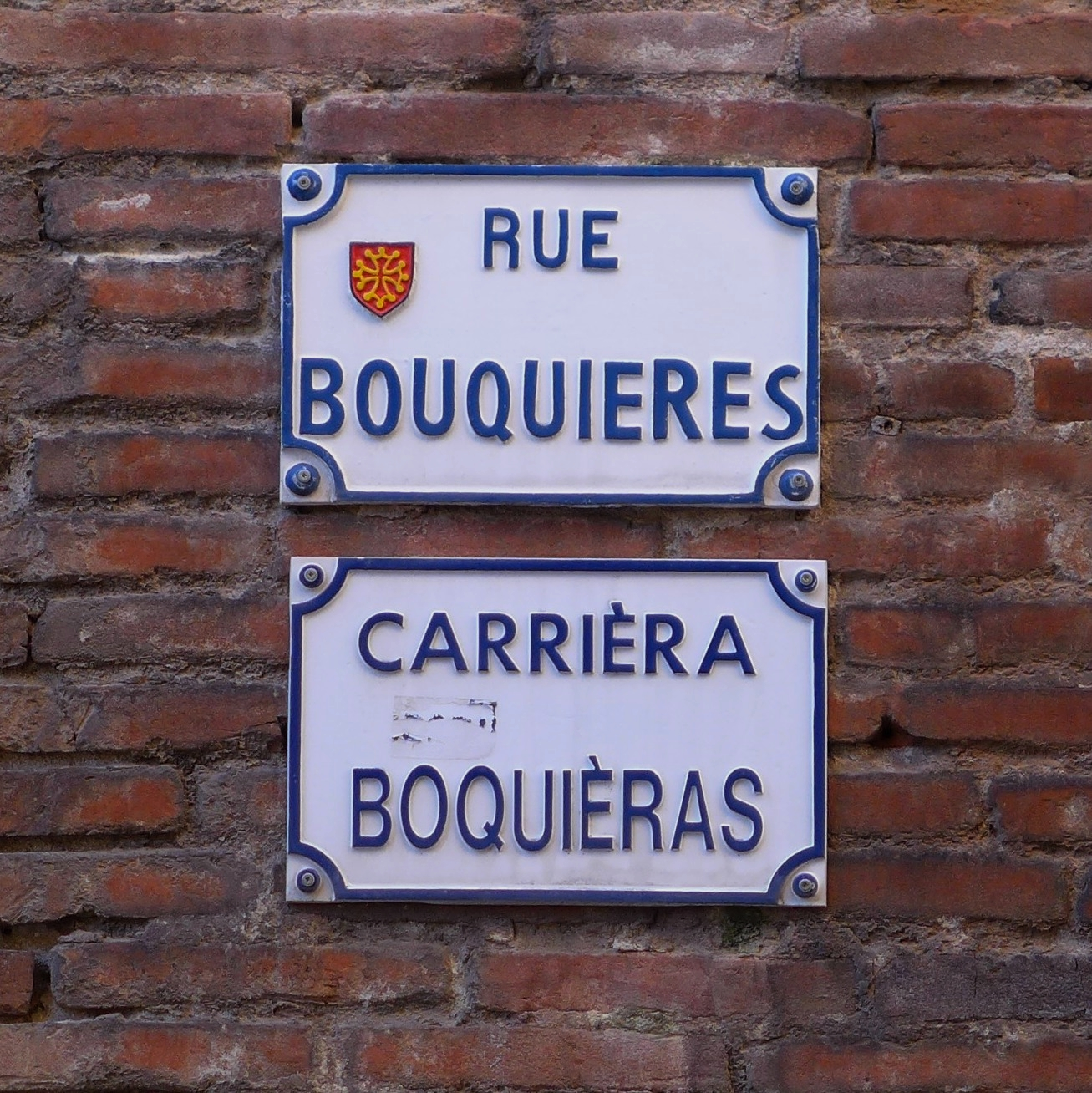
Plaques de rue en français et en occitan.

L'origine du nom de la rue Bouquières, si elle est ancienne, est peu sûre. Jules Chalande, s'appuyant sur les premières mentions de ce nom, au XIIIe siècle (carraria de Boqueriis en latin médiéval), pense qu'elle tient ce nom d'une famille Bouquières qui y aurait possédé une maison. Il rejette l'hypothèse qui relie le nom de la rue à la profession de boucher (boquièr en occitan), car plusieurs y auraient été établis,. La proximité de boucheries ne fait cependant pas de doute, puisqu'on en trouvait autour de la place Mage voisine, connue au Moyen Âge comme la Grande-place des Bouchers ou « des Affachadous » (plaça mager dels Afachadors en occitan),.
En 1794, pendant la Révolution, la rue fut désignée comme la rue la Convention, en l'honneur de la Convention nationale, l'assemblée législative qui gouverna aux premiers temps de la République, du 21 septembre 1792 au 26 octobre 1795,.

## Histoire

### Moyen Âge et période moderne
Au Moyen Âge, la rue Bouquières appartient au capitoulat de la Pierre. Ce n'est qu'une ruelle étroite, qui relie la place Rouaix à la Grande-place des Bouchers (actuelle place Mage). Elle est alors bordée de petites maisons qui, quoiqu'elles appartiennent à de gros propriétaires, sont louées à des artisans, peut-être des bouchers comme le laisserait entendre le nom de « bouquières ».
Le 7 mai 1463, un incendie se déclare dans une boulangerie voisine, à l'angle des rues des Chapeliers (actuelle rue du Languedoc) et Maletache. Il provoque des destructions extrêmement importantes dans toute la ville, et particulièrement dans le quartier. Malgré les décisions et les interdictions répétées des capitouls, on continue à construire les maisons en corondages : du côté est de la rue, plusieurs maisons bâties au XVIe siècle témoignent de la permanence de ce type de construction, qui reste plus économique (actuels no 9, 11, 23 et 25).
Le haut de la rue, près de la place Rouaix, reste animé. Plusieurs maisons sont occupées, au début XVIIe siècle, par les membres de la famille Purpan. On trouve ainsi, vers 1600, François de Purpan, seigneur de Lavelanet de Purpan et maître chirurgien, qui occupe une de ces maisons (détruite, à l'emplacement de la rue du Languedoc). Plus tard, cette maison comme une voisine (actuel no 1) passe à son fils, Pons-François Purpan, seigneur de Vendine et docteur régent de la Faculté de médecine. À la fin du XVIIe siècle, entre 1679 et 1695, les premières maisons du côté ouest de la rue, qui appartenaient pour la plupart à la famille de Purpan (actuel no 2), sont réunies et rattachées à l'hôtel de Pins, qui leur est contigu, mais dont l'entrée principale se trouve sur la rue des Chapeliers.
Au XVIIIe siècle, la rue reste un lieu peu fréquenté et passe même pour être un lieu dangereux où les passants sont dépouillés. Peu à peu, quelques changements sont cependant apportés. Les façades de plusieurs maisons sont modifiées (actuels no 4, 10, 15 et 27). En 1767, le conseiller au parlement Louis-Emmanuel de Cassaigneau de Saint-Félix réunit sept maisons pour faire élever un immeuble (actuel no 2). Mais c'est surtout la construction de l'hôtel de Puivert qui bouleverse le côté ouest de la rue. En 1751, le président au parlement Sylvestre de Roux, marquis de Puivert, réunit quatre immeubles à six autres, déjà réunis au milieu du XVIIe siècle par Jeanne Antoinette Du Faur (petite-fille de Guy Du Faur), pour faire élever un vaste hôtel particulier de style néo-classique, entre cour et jardin (actuel no 8).

### Époque contemporaine

Toulouse : Démolition de 1900 maison étayé rue Bouquières (Eugène Trutat, Muséum de Toulouse).

Après 1789, la rue est peu touchée par les bouleversements de la Révolution française. En 1794, elle prend quelque temps le nom de la Convention. 
Les premières changements interviennent dans la deuxième moitié du XIXe siècle, quand la municipalité toulousaine souhaite élargir les voies existantes : en 1862, pour agrandir la place Mage, la deux dernières maisons du côté est sont détruites et un nouvel immeuble de style néo-classique est construit par l'architecte Jacques-Jean Esquié (actuel no 34 place Mage). Au nord de la rue, les premières maisons sont à leur tour détruites, entre 1899 et 1903, lors du percement de la rue du Languedoc. De vastes immeubles, dans le goût éclectique du début du siècle sont reconstruits face à la place Rouaix (actuels no 1 et 2). Dans la deuxième moitié du XXe siècle, les travaux de salubrité amènent la destruction de plusieurs vieilles maisons en corondage, remplacées par des édifices modernes en béton, mais recouverts d'un parement de briques (actuels no 6 et 31). La façade du premier reprend les codes de l'architecture des immeubles toulousains, avec arcade de boutique et même un étage de mirandes.

## Patrimoine et lieux d'intérêt

### Hôtel de Puivert
Inscrit MH (1998)

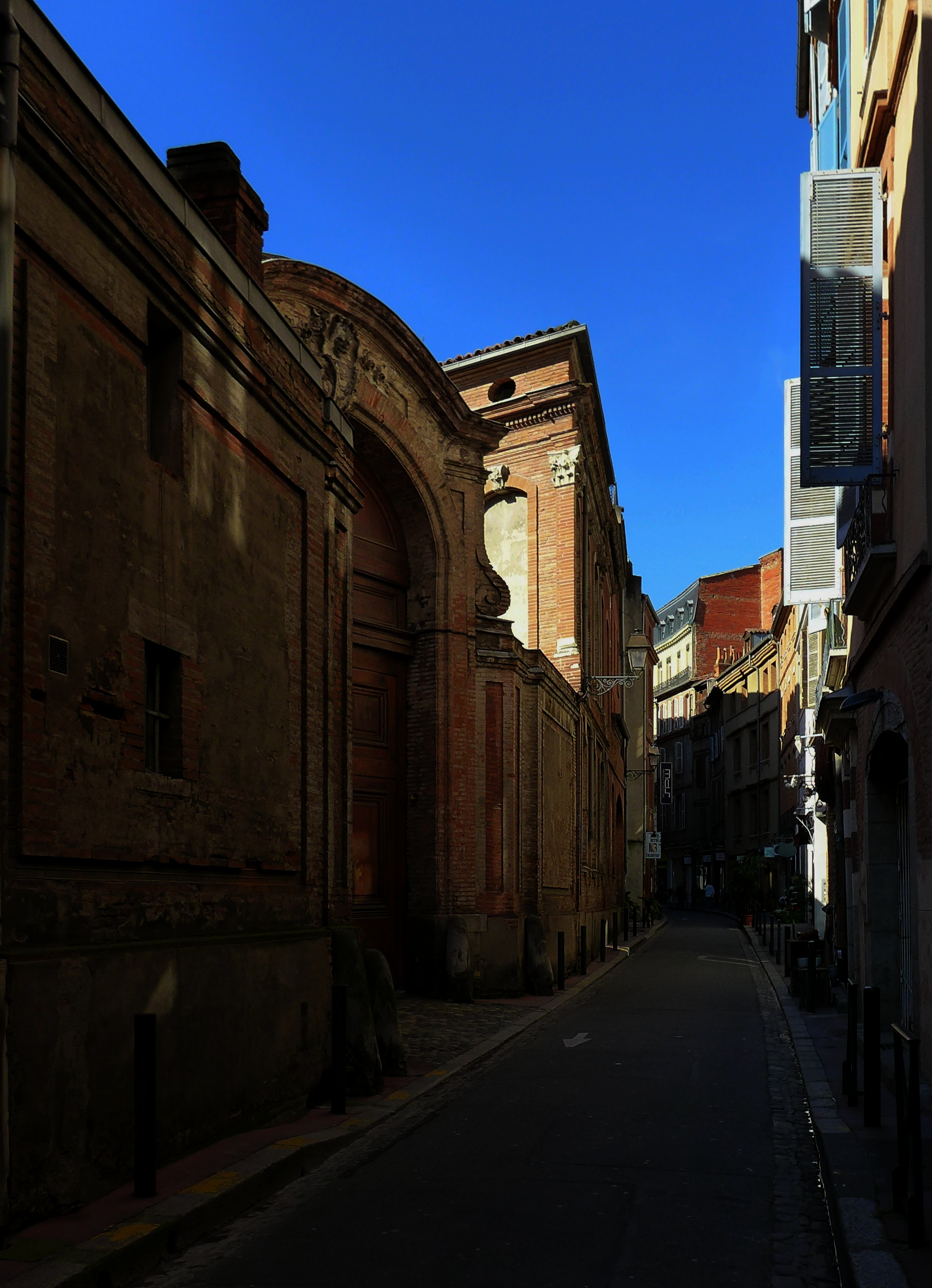
no 8 : portail de l'hôtel de Puivert.

Un hôtel particulier est construit à la suite de la réunion, entre 1751 et 1752, de plusieurs maisons par Sylvestre Jean-François de Roux, marquis de Puivert et président au parlement. Les travaux sont menés entre 1752 et 1756, probablement par l'architecte Guillaume Cammas. L'ensemble forme est un exemple de l'architecture néo-classique Louis XV de la deuxième moitié du XVIIIe siècle. En 1781, l'hôtel est entre les mains du marquis de Gardouch-Belesta, qui y installe une pinacothèque, une bibliothèque et un médailler. La belle architecture Louis XV de l'hôtel a subi peu de remaniements.

### Immeubles

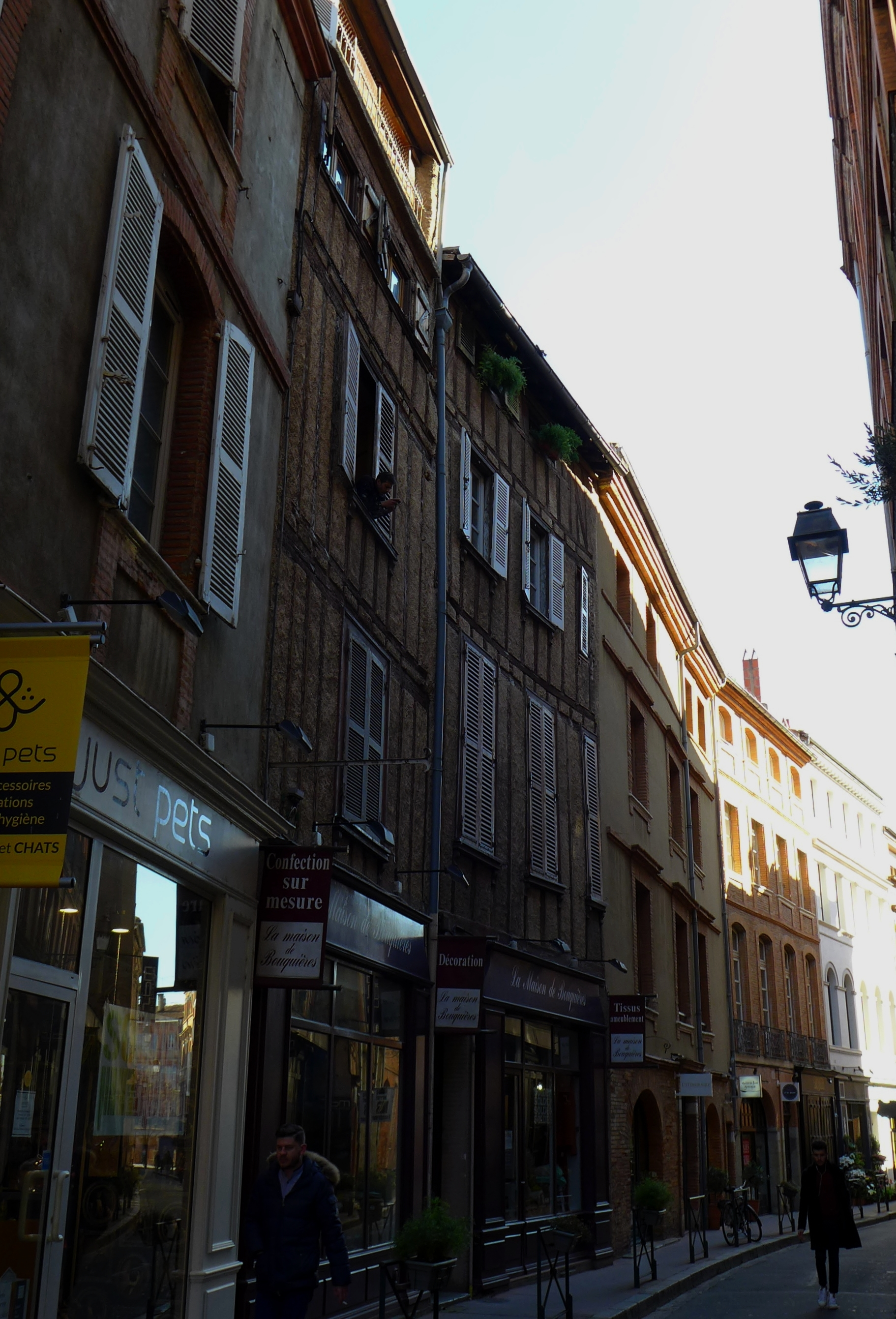
no 9-11 : immeubles en corondage.

- no  9-11 : immeubles en corondage.
L'immeuble de gauche (actuel no 9) est construit peut-être au XVIIe siècle. Large d'une seule travée, il est bâti en pan de bois à grille. Le hourdis, caché par l'enduit, est probablement en brique. Un décor de consoles en bois orne l'appui des fenêtres des 1er et 2e étages. L'immeuble voisin (actuel no 11) est construit à la même période et il est d'un style semblable, avec une construction en pan de bois à grille et des appuis de fenêtres et des consoles identiques. Il est plus large et compte trois travées inégales[11],[12].

- no  15 : immeuble. 

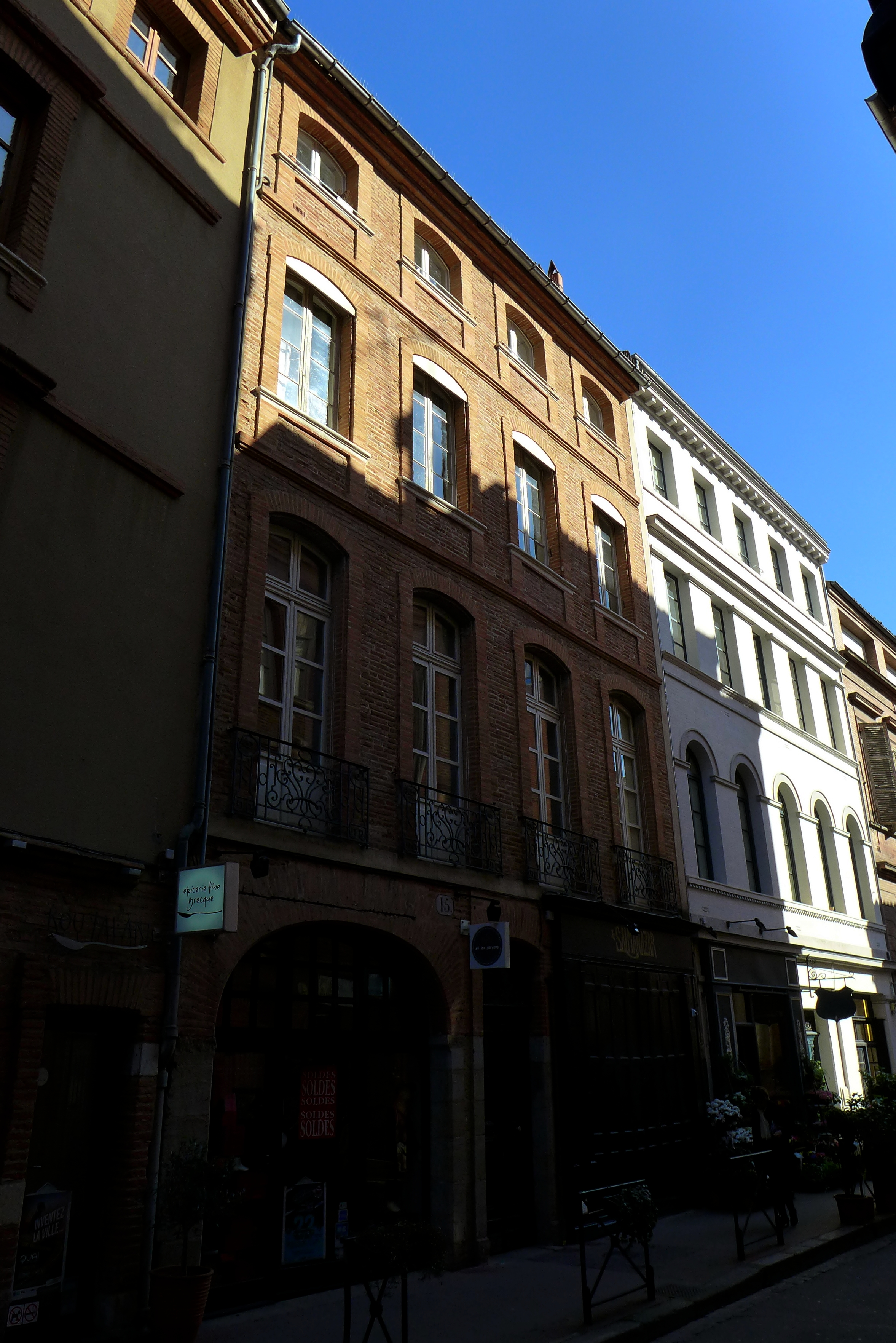
no 15 : immeuble néo-classique.

L'immeuble, de style néo-classique, est construit au XVIIIe siècle. La façade sur la rue compte quatre travées et s'élève sur quatre niveaux décroissants, séparés par des cordons. Au rez-de-chaussée, la porte centrale est surmontée d'une imposte en fer forgé. Aux étages, les fenêtres segmentaires ont un large chambranle dont les jambages se poursuivent au-delà de l'appui en pierre et descendent jusqu'aux cordons inférieurs. Celles du 1er étage sont dotées de garde-corps en fer forgé. L'élévation est couronnée d'une corniche moulurée[13].

- no  27 : immeuble. 
L'immeuble, de style classique, résulte de la réunion au XVIIIe siècle de deux bâtiments distincts, construits probablement au siècle précédent : le premier, à gauche, est large de trois travées, le second, à droite, n'est large que d'une travée. La façade s'élève sur quatre niveaux décroissants, séparés par des cordons. Au rez-de-chaussée, la porte, a été remaniée au XIXe siècle. Son encadrement est en pierre et brique alternées et elle est surmontée d'une corniche. L'arcade de boutique à droite est en plein cintre et pourvue d'un remplage en pierre sur les côtés et en bois sur le haut. Aux étages, les fenêtres sont segmentaires et celles du 1er étage ont des garde-corps en fer forgé ornés de motifs géométriques. De larges cordons de pierre suivent les corniches des fenêtres, des cordons plus étroits en suivent les appuis. L'élévation est couronnée d'une corniche à denticules[14].